# Liste der Baudenkmäler in Kalchreuth
Auf dieser Seite sind die Baudenkmäler in der mittelfränkischen Gemeinde Kalchreuth zusammengestellt. Diese Tabelle ist eine Teilliste der Liste der Baudenkmäler in Bayern. Grundlage ist die Bayerische Denkmalliste, die auf Basis des Bayerischen Denkmalschutzgesetzes vom 1. Oktober 1973 erstmals erstellt wurde und seither durch das Bayerische Landesamt für Denkmalpflege geführt wird. Die folgenden Angaben ersetzen nicht die rechtsverbindliche Auskunft der Denkmalschutzbehörde.
 Diese Liste gibt den Fortschreibungsstand vom 28. Oktober 2023 wieder und enthält 23 Baudenkmäler.

## Baudenkmäler nach Ortsteilen

### Kalchreuth
| Lage                                                    | Objekt                                                               | Beschreibung | Akten-Nr.              | Bild                                              |
| ------------------------------------------------------- | -------------------------------------------------------------------- | --- | ---------------------- | ------------------------------------------------- |
| Bahnhofstraße 2; bei Streckenkilometer 13,54 (Standort) | Stationsgebäude mit integrierter Güterabfertigung                    | Erdgeschossiger Walmdachbau mit Jugendstilanklängen, verschalt mit offener Wartehalle, um 1907/08 | D-5-72-137-21 Wikidata | Stationsgebäude mit integrierter Güterabfertigung |
| Dorfplatz 8 (Standort)                                  | Evangelisch-lutherische Pfarrkirche St. Andreas                      | Langhaus, Sandsteinquaderbau mit Satteldach und eingezogenem, dreiseitig geschlossenem gotischem Chor mit Strebepfeilern, nördlich angebaut massiver Rechteckturm mit Pilastergliederung und Welscher Haube, Langhaus 1471, Chor 1494, Turm 1788/89; mit Ausstattung | D-5-72-137-1 Wikidata  | weitere Bilder                                    |
| Dorfplatz 8 (Standort)                                  | Kirchhofeinfriedung                                                  | Sandsteinquadermauerwerk mit Torpfosten, 18. Jahrhundert | D-5-72-137-1           | Kirchhofeinfriedung                               |
| Dorfplatz 10 (Standort)                                 | Ehemalige Schule                                                     | Zweigeschossiger Sandsteinquaderbau mit Satteldach, Zwerchhaus, Gesimsgliederung und stichbogigen Fenstern, erbaut 1866 | D-5-72-137-2 Wikidata  | Ehemalige Schule                                  |
| Dorfplatz 14 (Standort)                                 | Sogenanntes Schlösschen: Wohnhaus                                    | zweigeschossiger Sandsteinquaderbau mit Walmdach, zweite Hälfte 18. Jahrhundert, jetzt Gasthaus | D-5-72-137-3 Wikidata  | Sogenanntes Schlösschen: Wohnhaus                 |
| Dorfplatz 14 (Standort)                                 | Nebengebäude                                                         | eingeschossiger Sandsteinquaderbau mit Satteldach, 19. Jahrhundert | D-5-72-137-3           | BW                                                |
| Dorfplatz 14 (Standort)                                 | Einfriedung                                                          | Sandsteinquadermauerwerk, gleichzeitig | D-5-72-137-3 Wikidata  | BW                                                |
| Erlanger Straße 3 (Standort)                            | Inschrifttafel                                                       | Sandstein, bezeichnet „1849“ | D-5-72-137-5 Wikidata  | BW                                                |
| Erlanger Straße 3 (Standort)                            | Scheune                                                              | eingeschossiger Fachwerkbau mit Satteldach, Westseite zum Teil versteinert, Giebel und Teile der Südseite verbrettert, 18./frühes 19. Jh. | D-5-72-137-24          | BW                                                |
| Erlanger Straße 6 (Standort)                            | Inschrifttafel                                                       | Oval mit Lorbeerkranz, Sandstein, bezeichnet „1849“ | D-5-72-137-6 Wikidata  | BW                                                |
| Hallerstraße 2 (Standort)                               | Kleinhaus                                                            | Eingeschossiger giebelständiger Sandsteinquaderbau mit Fachwerk, 1846 | D-5-72-137-7 Wikidata  | Kleinhaus                                         |
| Schloßplatz 1 (Standort)                                | Ehemalige Zehntscheune                                               | Stattlicher Fachwerkbau mit Halbwalmdach und quergestelltem, eingeschossigem Sandsteinquaderanbau mit Satteldach, 1572 (dendrochronologisch datiert), bezeichnet „1678“, Verlängerung nach Norden und Anbau Mitte 19. Jahrhundert                                    | D-5-72-137-4 Wikidata  | Ehemalige Zehntscheune                            |
| Schloßplatz 4 (Standort)                                | Ehemaliges Wasserschloss der Patrizierfamilie Haller von Hallerstein | Dreigeschossiger Hauptbau aus Sandsteinquadern mit Mansardwalmdach, im Kern 1449, der Südflügel wohl um 1560 | D-5-72-137-8 Wikidata  | weitere Bilder                                    |
| Schloßplatz 4 (Standort)                                | Zwinger und Wassergraben                                             | Mit rechteckig gemauertem Zwinger und ehemaligem Wassergraben | D-5-72-137-8           | Zwinger und Wassergraben                          |
| Weißgasse 12 (Standort)                                 | Sogenannter Lonäïs Stodel                                            | Scheune: Sandsteinquaderbau mit Satteldach und Fachwerkgiebel, vermutlich 1761 in Wolfsfelden errichtet, im 19. Jahrhundert nach Kalchreuth transloziert | D-5-72-137-22 Wikidata | Sogenannter Lonäïs Stodel                         |
| Weißgasse 10 (Standort)                                 | Einfriedung                                                          | Sandsteinmauer mit Bezeichnung „1567“ und „1764“ | D-5-72-137-22          | BW                                                |

### Gabermühle
| Lage                    | Objekt                    | Beschreibung                                                                                         | Akten-Nr.             | Bild                      |
| ----------------------- | ------------------------- | --- | --------------------- | ------------------------- |
| Gabermühle 1 (Standort) | Gabermühle: Mühlengebäude | zweigeschossiger Sandsteinquaderbau mit Frackdach und Fachwerkzwerchhaus, 18./frühes 19. Jahrhundert | D-5-72-137-9 Wikidata | Gabermühle: Mühlengebäude |
| Gabermühle 1 (Standort) | Gabermühle: Scheune       | Satteldachbau, Fachwerk, 2. Hälfte 18. Jahrhundert                                                   | D-5-72-137-9          | BW                        |
| Gabermühle 1 (Standort) | Gabermühle: Brunnenstube  | eingeschossiger Satteldachbau, 17. Jahrhundert                                                       | D-5-72-137-9          | BW                        |
| Gabermühle 2 (Standort) | Gabermühle: Wohnhaus      | zweigeschossiger Sandsteinquaderbau mit Satteldach und Gesimsgliederung, 1802                        | D-5-72-137-9          | BW                        |

### Käswasser
| Lage                          | Objekt   | Beschreibung                                                                                                  | Akten-Nr.              | Bild     |
| ----------------------------- | -------- | --- | ---------------------- | -------- |
| Käswasserstraße 51 (Standort) | Gasthaus | Zweigeschossiger traufständiger Sandsteinquaderbau mit Satteldach, bezeichnet „1730“                          | D-5-72-137-10 Wikidata | Gasthaus |
| Käswasserstraße 51 (Standort) | Scheune  | traufständiger Fachwerkbau mit Steilsatteldach, 18. Jahrhundert                                               | D-5-72-137-10          | BW       |
| Käswasserstraße 57 (Standort) | Wohnhaus | Zweigeschossiger traufständiger Satteldachbau mit Fachwerkobergeschoss und -giebel, 2. Hälfte 19. Jahrhundert | D-5-72-137-11 Wikidata | Wohnhaus |

### Minderleinsmühle
| Lage                                   | Objekt                                     | Beschreibung | Akten-Nr.              | Bild                                       |
| -------------------------------------- | ------------------------------------------ | --- | ---------------------- | ------------------------------------------ |
| Minderleinsmühle; Schwabach (Standort) | Mühlenanwesen, sogenannte Minderleinsmühle | Erstnennung 13. Jahrhundert, weitgehender Wiederaufbau nach Brand 1910: Kunstmühle: stattlicher, dreigeschossiger Massivbau mit Mansarddach, Fachwerk-Zwerchhaus mit Halbwalmdach und stehenden Satteldachgauben, Gesims- und Lisenengliederung, bezeichnet „1910“                                                                                            | D-5-72-137-12 Wikidata | Mühlenanwesen, sogenannte Minderleinsmühle |
| Minderleinsmühle 1 (Standort)          | Wohnhaus                                   | zweigeschossiger Gruppenbau auf L-förmiger Grundlinie, Westflügel mit Halbwalmdach, Ostflügel mit Walmdach, mit Loggien, Eckerker und halbrundem Fassadenerker mit Austritt, im Zwickel runder Treppenhausturm mit Zeltdach und Sandsteinportal, davor Terrasse mit Sandsteinbalustrade, barockisierender Jugendstil, von Wolfgang Kratzer, bezeichnet „1911“ | D-5-72-137-12          | BW                                         |
| Minderleinsmühle; Schwabach (Standort) | Nebengebäude                               | ehemaliger Stall, zweigeschossiger, langgestreckter Sandsteinquaderbau mit Satteldach und hölzernem Dachreiter mit Zeltdach, bezeichnet „1853“, Neubau bezeichnet „1910“, Erweiterung bezeichnet „1932“ | D-5-72-137-12          | BW                                         |
| Minderleinsmühle 2 (Standort)          | Scheune                                    | Sandsteinquaderbau mit Steilsatteldach, bezeichnet „1889“ | D-5-72-137-12          | BW                                         |

### Röckenhof
| Lage                                 | Objekt                   | Beschreibung | Akten-Nr.              | Bild                     |
| ------------------------------------ | ------------------------ | --- | ---------------------- | ------------------------ |
| Am Dorfbrunnen (Standort)            | Ziehbrunnen              | Runde Sandsteinquadereinfassung mit Sandsteinpfeilern und biberschwanzgedecktem Dächlein, bezeichnet „1750“                                                                        | D-5-72-137-20 Wikidata | weitere Bilder           |
| Am Dorfbrunnen 1 (Standort)          | Wohnstallhaus            | Eingeschossiger giebelständiger Sandsteinquaderbau mit Satteldach, im Kern Fachwerk, 17./18. Jahrhundert, Versteinerung der Fassaden 2. Hälfte 19. Jahrhundert                     | D-5-72-137-13 Wikidata | Wohnstallhaus            |
| Am Dorfbrunnen 4 (Standort)          | Wohnhaus                 | Eingeschossiger giebelständiger Sandsteinquaderbau über hohem Sockel, mit Satteldach, Mitte 19. Jahrhundert                                                                        | D-5-72-137-14 Wikidata | Wohnhaus                 |
| Am Dorfbrunnen 4 (Standort)          | Scheune                  | massiver Steilsatteldachbau mit Fachwerk, Mitte 19. Jahrhundert | D-5-72-137-14          | BW                       |
| Birkgartenstraße 1 (Standort)        | Ehemaliges Gemeindehaus  | Eingeschossiger Sandsteinquaderbau mit Satteldach, erste Hälfte 19. Jahrhundert | D-5-72-137-15 Wikidata | Ehemaliges Gemeindehaus  |
| Röckenhofer Hauptstraße 2 (Standort) | Gasthaus                 | Zweigeschossiger verputzter Satteldachbau, erste Hälfte 19. Jahrhundert, mit älterem Kern                                                                                          | D-5-72-137-16 Wikidata | BW                       |
| Schloßstraße 4 (Standort)            | Reste der Schlossmauer   | 17./18. Jahrhundert | D-5-72-137-17 Wikidata | BW                       |
| Schloßstraße 7 (Standort)            | Ehemaliges Wohnstallhaus | eingeschossiger Sandsteinquaderbau mit Fachwerkgiebel und -zwerchhaus, südlich angebaut Scheune, Fachwerkbau mit Steilsatteldach, 18. Jahrhundert, Versteinerung bezeichnet „1850“ | D-5-72-137-18 Wikidata | Ehemaliges Wohnstallhaus |
| Schloßstraße 7 (Standort)            | Nebengebäude             | mit Schweinestall, erdgeschossiger Sandsteinquaderbau mit Satteldach, zweite Hälfte 19. Jahrhundert                                                                                | D-5-72-137-18          | BW                       |
| Schloßstraße 10 (Standort)           | Bauernhaus               | Eingeschossiger Sandsteinquaderbau mit Steilsatteldach, Mitte 19. Jahrhundert | D-5-72-137-19 Wikidata | Bauernhaus               |
| Schloßstraße 10 (Standort)           | Scheune                  | traufseitiger Fachwerkbau mit Satteldach, Ende 18. Jahrhundert | D-5-72-137-19          | BW                       |

### Stettenberg
| Lage                     | Objekt                            | Beschreibung                                             | Akten-Nr.              | Bild |
| ------------------------ | --------------------------------- | -------------------------------------------------------- | ---------------------- | ---- |
| Stettenberg 1 (Standort) | Nebengebäude des ehemaligen Gutes | Scheune: Sandsteinquader und Fachwerk, bezeichnet „1756“ | D-5-72-137-23 Wikidata | BW   |
| Stettenberg 1 (Standort) | Nebengebäude des ehemaligen Gutes | Stall: Sandsteinquader, um 1870                          | D-5-72-137-23          | BW   |